# 馬得臣
馬 得臣（ば とくしん、生年不詳 - 統和7年6月25日（989年7月30日））は、遼（契丹）の政治家。南京析津府の人。

## 経歴
学問を好み、故事に広く通じ、文章を得意とし、とくに詩にすぐれた。保寧年間、政事舎人・翰林学士に累進し、つねに朝議に参加して、正論を曲げない人物として知られた。乾亨初年、北宋が南方国境をたびたび侵犯したので、得臣はこれに対処するために南京副留守に任じられた。また翰林学士承旨となった。
乾亨4年（982年）、聖宗が即位し、睿智太后が称制すると、得臣は侍読学士を兼ねた。聖宗が『唐書』の高祖・太宗・玄宗の3紀を読むと、得臣は唐の皇帝のおこないのうちで規範とすべきことを記録して進呈した。統和2年（984年）、宣政殿学士となった。統和6年（988年）、聖宗が北宋に対して親征すると、得臣も従軍して、降伏した者を殺さないこと、逃げた者を追わないことなどを進言した。まもなく諫議大夫・知宣徽院事を加えられた。
統和7年（989年）4月、聖宗の蹴鞠好みが度を越していたため、得臣は唐代の故事を引用して諫めた。6月、死去した。太子少保の位を追贈された。

## 伝記資料
- 『遼史』巻80 列伝第10